# 東京純心大学

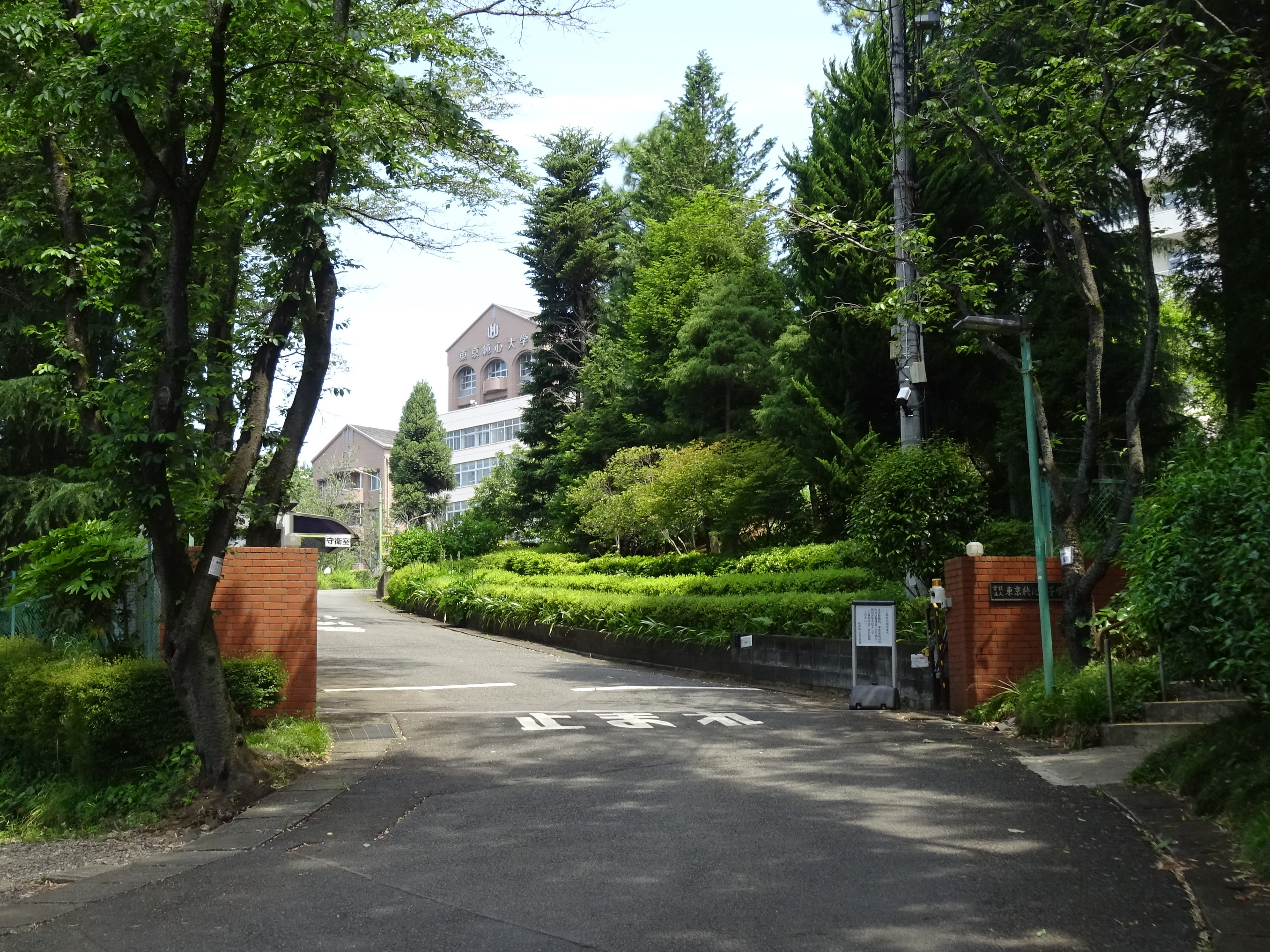
大学正門

東京純心大学（とうきょうじゅんしんだいがく、英語: Tokyo Junshin University、公用語表記: 東京純心大学）は、東京都八王子市滝山町2丁目600番地に本部を置く日本の私立大学。1940年創立、1996年大学設置。

## 概要
旧大学名は、東京純心女子大学（とうきょうじゅんしんじょしだいがく、英語: Tokyo Junshin Women's University）。女子短期大学から発足し1996年に4年制女子大学に改組、2015年4月より看護学部を設置し男女共学化された。
学校法人東京純心女子学園（英語: Tokyo Junshin School Corporation、旧称英語: Tokyo Junshin Girls' and Women's Academy）が設置するカトリック大学（キリスト教主義学校）である。日本カトリック大学連盟加盟校。設立母体はキリスト教のカトリック女子修道会「長崎純心聖母会」で、同修道会が設置する長崎純心大学・鹿児島純心大学とその附属校とともに「純心ファミリー」を形成する。

キャンパスは八王子キャンパスのみで、八王子市郊外の多摩丘陵にあり緑豊かな自然林を背景とする。敷地内に併設校として、東京純心女子中学校・高等学校が所在する。
八王子駅（JRまたは京王八王子駅）からバスで20～30分と市街地からは離れているため、西東京バスにより「純心女子学園」行きの路線バスが運行されている（秋川駅・拝島駅からもバス便あり）。なおスクールバスではなく一般路線バスであるため通学定期代がかかるが、2017年度（平成29年度）から「定期代補助制度」が設けられている。
「キリストの教えに基づいて真善美を探求するために、聖母マリアを理想とすること」を建学の精神とし、大学のモットーはラテン語で「Sapientia in Caritate Fundata 愛に根ざした真の知恵」と定めている。

### 純心ファミリー
長崎純心聖母会
純心女子学園
- 長崎純心大学（長崎県長崎市）
- 純心中学校・純心女子高等学校（長崎県長崎市）

鹿児島純心女子学園
- 鹿児島純心大学（鹿児島県薩摩川内市）
- 鹿児島純心女子短期大学（鹿児島県鹿児島市）
- 鹿児島純心女子中学校・高等学校（鹿児島県鹿児島市）
- 鹿児島純心大学附属純心幼稚園（鹿児島県薩摩川内市）

東京純心女子学園
- 東京純心大学
- 東京純心女子中学校・高等学校（東京都八王子市）

## 沿革
- 1934年 - 設置母体である長崎純心聖母会創立。
- 1940年 - 長崎純心聖母会、純心女学院を長崎市に創立。
- 1963年 - 学校法人東京純心女子学園を創立。
- 1964年 - 東京純心女子高等学校開設。
- 1967年 - 東京純心女子短期大学開学。
- 1986年 - 東京純心女子中学校開設。
- 1996年 - 東京純心女子短期大学を改組して4年制の東京純心女子大学とし、現代文化学部（英米文化学科・芸術文化学科）を設置。
- 2004年 - 現代文化学部を改組し、現代英語学科・芸術文化学科となる。同時にこども文化学科を増設。
- 2008年 - 現代文化学部を改組し、国際教養学科・こども文化学科・芸術文化学科となる。
- 2010年 - 現代文化学部を改組し、国際教養学科・こども文化学科の2学科となる。同時にセメスター制度などの新教育体制を整備。
- 2015年 - 東京純心大学に名称変更し男女共学となる。看護学部看護学科を設置、現代文化学部の国際教養学科を学生募集停止。
- 2018年 - 現代文化学部国際教養学科を廃止。
- 2023年 - 現代文化学部の募集を停止。

## 教育組織
学部・学科
- 現代文化学部
  - こども文化学科
- 看護学部
  - 看護学科

別科
- 助産専攻

附属機関
- こども教育実践研究センター
- 看護教育実践研究センター
- キリスト教文化研究センター

八王子キャンパスには校舎、図書館、学生食堂、学生ホール（校舎2階）のほか、学園聖堂、講堂、大学クラブ棟、テニスコート、学生寮（特別契約施設）などがある。

### 他大学との提携
- 上智大学との「学生交流制度」
- 聖マリアンナ医科大学との教育分野における相互連携[3]
- 日本カトリック大学連盟加盟校
- イギリス、オーストラリアの機関との交流
- 大学コンソーシアム八王子（八王子市近辺の23大学との単位互換制度など）

2010年4月から、同じカトリック大学である上智大学との「学生交流」が始まり、それぞれの大学から相手の大学へ年間5名が出向いて授業を受けることができるようになった。純心に籍を置きながら上智の授業に参加して視野や学問領域を広げる機会が提供されている。また八王子近辺の大学間で大学コンソーシアム八王子による単位互換制度が実施されている。

## 学風・学生生活
キリスト教精神に基づく社会的弱者へのあたたかいまなざし、全人教育、人間的な豊かさの習得、こうした考え方の結果としての少人数教育、学生個人のニーズに合わせた手作り教育などの特色がある。
偏差値や高校時代の成績よりも個人のユニークな特徴や向上心に重点を置く教育を行っている。過去の教育理念には女子教育機関として女性の自立、教養、自由などが教育の理念として掲げられていたが、現在は男女共学である。元は音楽・美術の芸術教育を特色としたが、近年では英語教育や国際人養成、保育士や幼稚園・小学校教諭養成などにも成果を発揮している。
欧米の大学によく見られる総合的な教養教育（リベラルアーツ教育）を特色としたユニークな授業形態をとっている。ほとんどの専任教員が学生とともに「とっておきの一冊」を読み込むという「読書論」を展開し、これが一般教養課程の代わりをなしている。またセメスター制度により、原則として1つの科目に1週間あたり2回の授業が行われている。
専門分野の勉強では、教員の専門領域の授業のほかに、2年次から4年次までゼミ（セミナー）に参加することが可能で、徹底した個人指導によりそれぞれの専門分野の勉強を深める仕組みである。「こども文化学科」はけがれのない子どもの精神に学びながら、保育士や幼稚園・小学校の教員を目指す学生が多い。
座学だけではなく体を動かして学ぶという「労作」の伝統があり、大学では「学外研修」と称して、海外留学や海外語学教育、NPOなどでのボランティア活動、企業研修（インターンシップ）などをすすめている。2010年には巨大ホテルでの研修や、日本の離島での生活体験などを経験した在学生が出ている。大学が斡旋する海外の提携大学もいくつかある。こうした大学外の課外活動に対して年間最高30単位まで認定される。
学園祭は、毎年秋に学生会が主体となり「聖母祭」を開催する。他大学と同様に研究発表や模擬店の出店があり、ギャラリーでは絵画展が開かれるなどの特色もある。
サークル活動は、アートワークス、写真部、茶道部、陶芸部、軽音部、手話サークル、テニスサークル、聖歌隊、美術部、ダンス部、オールラウンド、吹奏楽クラブなどのクラブ活動が存在したが、現存しているクラブとしてはフットサル、バドミントン、柔道である。音楽部は2009年全日本合唱コンクールで銀賞を受賞した。
給付型の学内奨学金として「江角記念奨学金」「東京純心大学後援会奨学金」が用意されている。

## 教員
現在の教員（一部）
- 大竹聖美 - 韓国児童文学の専門家。
- 増田光 - 演劇映画論。アメリカ映画の専門家。

元教員など
- 馬越恵美子 - 経営学者。元助教授（1996-2001）。
- 松平頼暁
- 田崎清忠
- 手嶋龍一
- パンツェッタ・ジローラモ
- 小林能成 - 心理学者。元助教授。現・東洋英和女学院大学准教授。
- 上野英雄 - 独語学者。元教授（1999-2006）。金沢大学名誉教授。
- 井出洋一郎 - 美術史、博物館学などで知られる。
- 上原文丸 - 画家。一水会会員の美術家。
- 浦田カズ代 - 画家。熱田カトリック教会（名古屋市熱田区）のステンドグラスなど製作。
- 平島美保 - 音楽教育「リトミック」の日本における第一人者。